# Carles Ruiz Novella
Carles Ruiz Novella (Barcelona, 1962) és un polític català, militant del Partit dels Socialistes de Catalunya (PSC). Entre 2005 i 2024 fou  alcalde de Viladecans. Des del 2019, també presideix l'Àrea de Recursos Humans, Hisenda i Serveis Interns de la Diputació de Barcelona i és secretari del Pacte Industrial de la Regió Metropolitana de Barcelona. A més, és membre de la Comissió Executiva del PSC i forma part de la Direcció Federal del PSOE des de l'any 2017, com a secretari d'Indústria, Turisme i Comerç.
Des de l'any 2020 també presideix la xarxa de governs locals +Biodiversidad, secció de la Federación Española de Municipis i Províncies, i copresideix la Red Innpulso, xarxa de ciutats espanyoles que aposten per la ciència i la innovació. La tardor de 2024 fou nomenat president de Ferrocarrils de la Generalitat de Catalunya.

## Biografia
El 1980 es va afiliar al Partit dels Socialistes de Catalunya (PSC). La seva carrera política comença a les eleccions municipals de 1987, quan va entrar a l'Ajuntament de Viladecans com a regidor, amb Jaume Montfort (PSC) com a batlle de Viladecans. Durant vuit anys, va ser regidor i tinent d'alcalde a l'Àrea de Serveis Personals. Al 1995 passa a ser tinent d'alcalde d'Ordenació del Territori i Promoció de la ciutat fins a la seva elecció com a alcalde al novembre del 2005, després de la renúncia de Montfort.
L'any 2007 es va presentar com a alcaldable a les eleccions municipals, recuperant la majoria absoluta a l'Ajuntament per al seu partit.  Va repetir a les eleccions de 2011, 2015, 2019 i 2023. Tots els seus governs han estat en coalició amb altres forces polítiques.
Al llarg del seu mandat, Viladecans impulsat diverses zones d'impuls empresarial, una xarxa neutra municipal de fibra òptica i d'una companyia energètica local co-governada amb la ciutadania,entre d'altres projectes.
Des del 2019, també presideix l'Àrea de Recursos Humans, Hisenda i Serveis Interns de la Diputació de Barcelona i és secretari del Pacte Industrial de la Regió Metropolitana de Barcelona. A més, és membre de la Comissió Executiva del PSC i forma part de la Direcció Federal del PSOE des de l'any 2017, com a secretari d'Indústria, Turisme i Comerç.
Des de l'any 2020 també presideix la xarxa de governs locals +Biodiversidad, secció de la Federación Española de Municipis i Províncies, i copresideix la Red Innpulso, xarxa de ciutats espanyoles que aposten per la ciència i la innovació. La tardor de 2024 fou nomenat president de Ferrocarrils de la Generalitat de Catalunya, i deixà l'alcaldia de Viladecans, nomenant Olga Morales Segura alcaldessa.